# Pectinaria gouldii
Pectinaria gouldii är en ringmaskart som först beskrevs av Addison Emery Verrill 1874.  Pectinaria gouldii ingår i släktet Pectinaria och familjen Pectinariidae.
Artens utbredningsområde är Mexikanska golfen. Inga underarter finns listade i Catalogue of Life.